# Іванковка
Іва́нковка (каз. Иванковка) — село у складі Буландинського району Акмолинської області Казахстану. Входить до складу Єргольського сільського округу.
Населення — 228 осіб (2021; 331 у 2009, 402 у 1999, 579 у 1989).
Національний склад станом на 1989 рік:
- росіяни — 68 %.